# 레인보 릴 도쿄
레인보 릴 도쿄(일본어: レインボー・リール東京, 영어: Rainbow Reel Tokyo)는 일본 도쿄도에서 개최되는 성소수자에 관한 국제영화제이다. 매년 7월에 아오야마의 스파이럴 홀 등에서 열린다. 2015년까지 명칭은 도쿄 국제 레즈비언 & 게이 영화제(일본어: 東京国際レズビアン&ゲイ映画祭, 영어: Tokyo International Lesbian & Gay Film Festival)였으며, 1997년까지는 도쿄 국제 레즈비언 & 게이 필름 & 비디오 페스티벌(일본어: 東京国際レズビアン&ゲイ・フィルム&ビデオ・フェスティバル, 영어: Tokyo International Lesbian & Gay Film & Video Festival)이라는 명칭이 사용되었다.
1992년 3월 6일부터 8일까지, 나카노구의 나카노 선 플라자의 연수실에서 열린 소규모 영화제가 시초이다. 그 후, 기치조지를 거쳐 현재는 미나토 구 아오야마와 신주쿠구에서 열리고있다. 영화제에 부수하여 다양한 이벤트도 열린다.